# Anamobaea orstedii
Espèce
Synonymes
- Hypsicomus oerstedii (Krøyer, 1856)[1]

Anamobaea orstedii, la sabelle fendue, est une espèce de vers marins polychètes de la famille des Sabellidae.

## Habitat et répartition
Cette espèce est présente dans les eaux du golfe du Mexique.

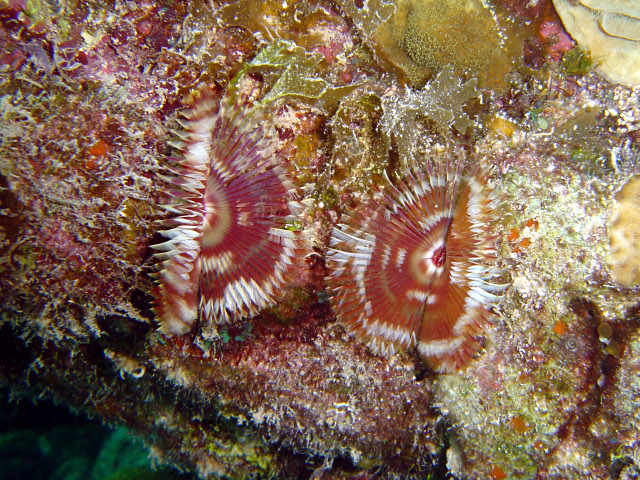
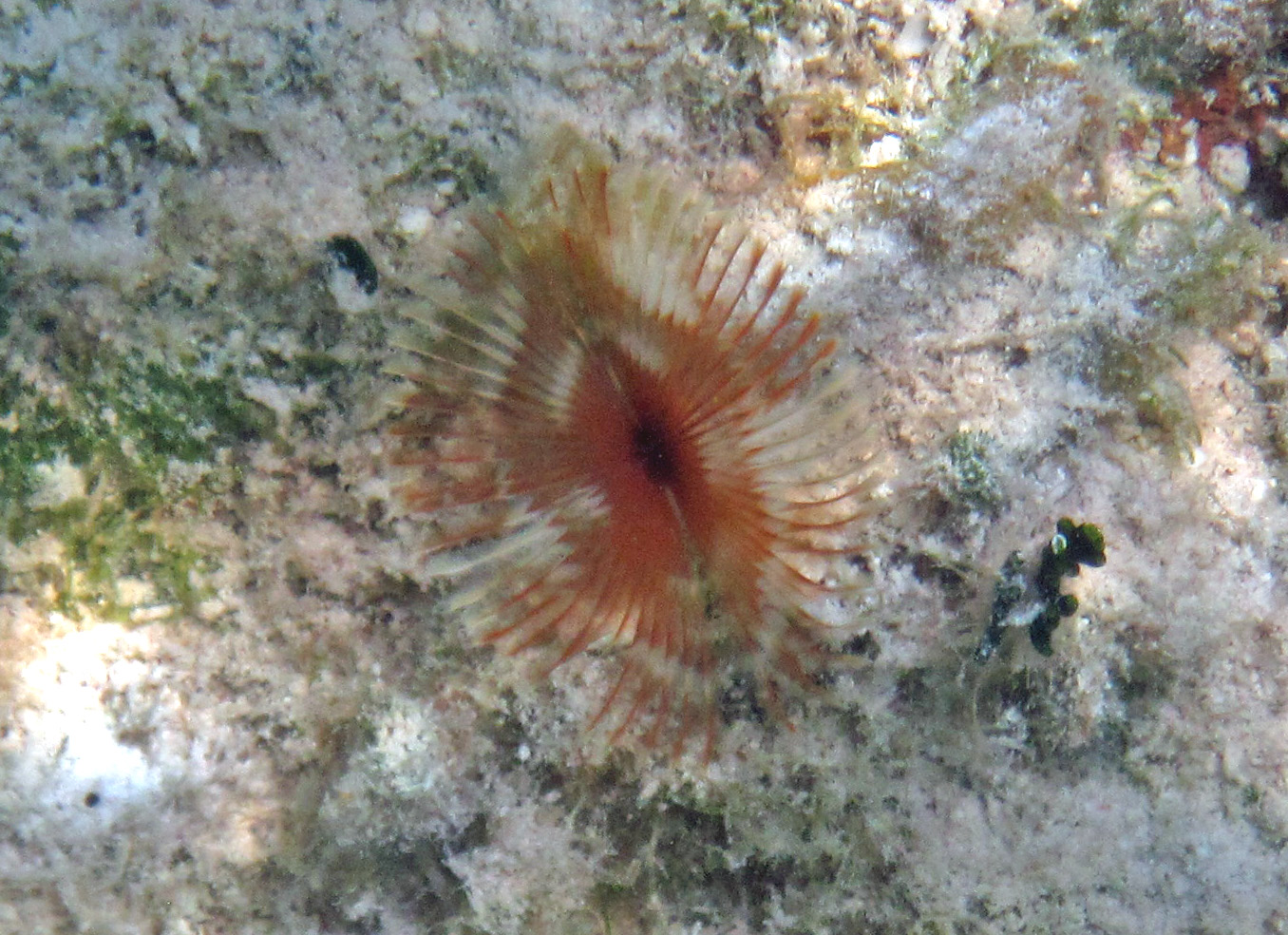
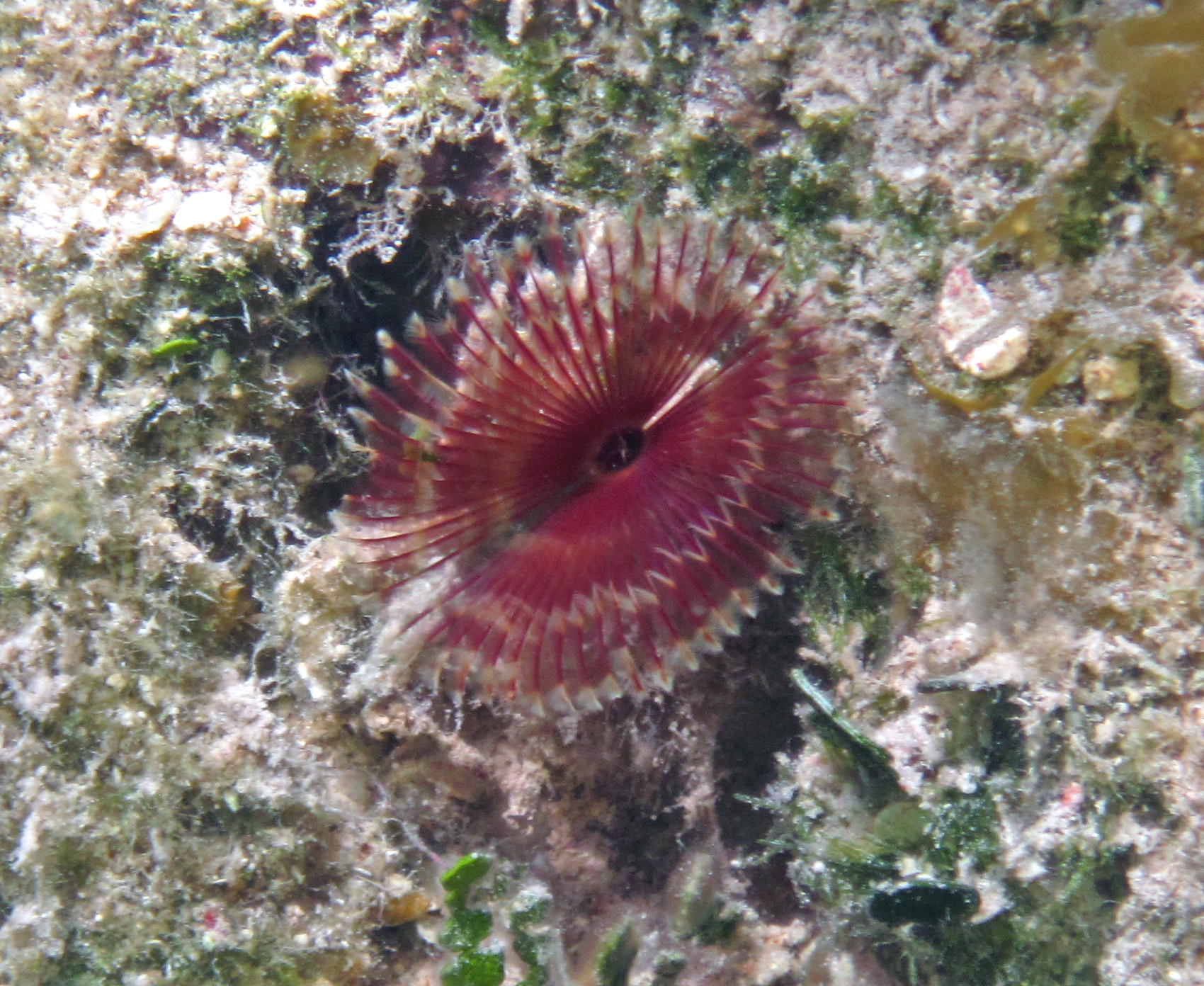
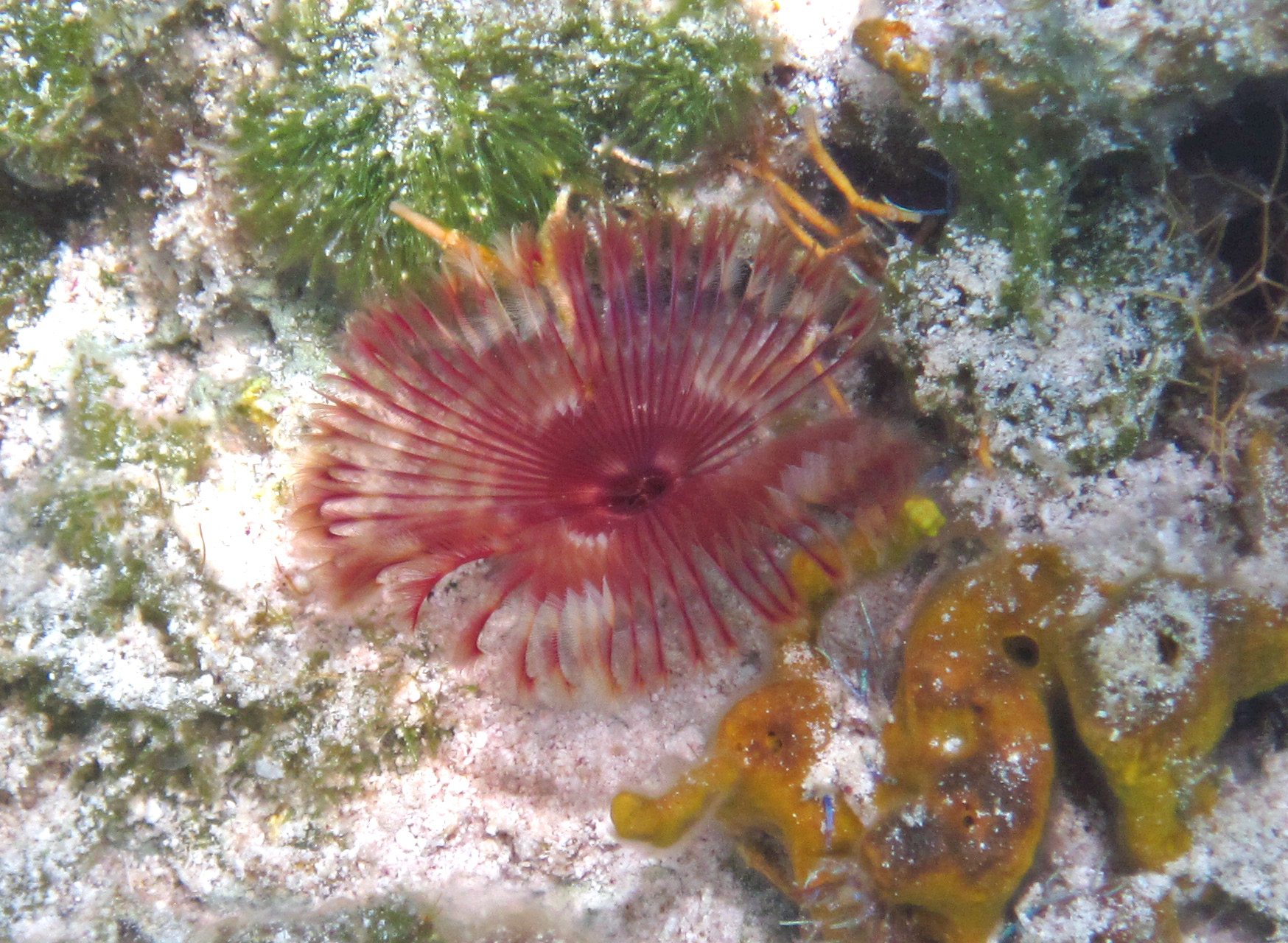
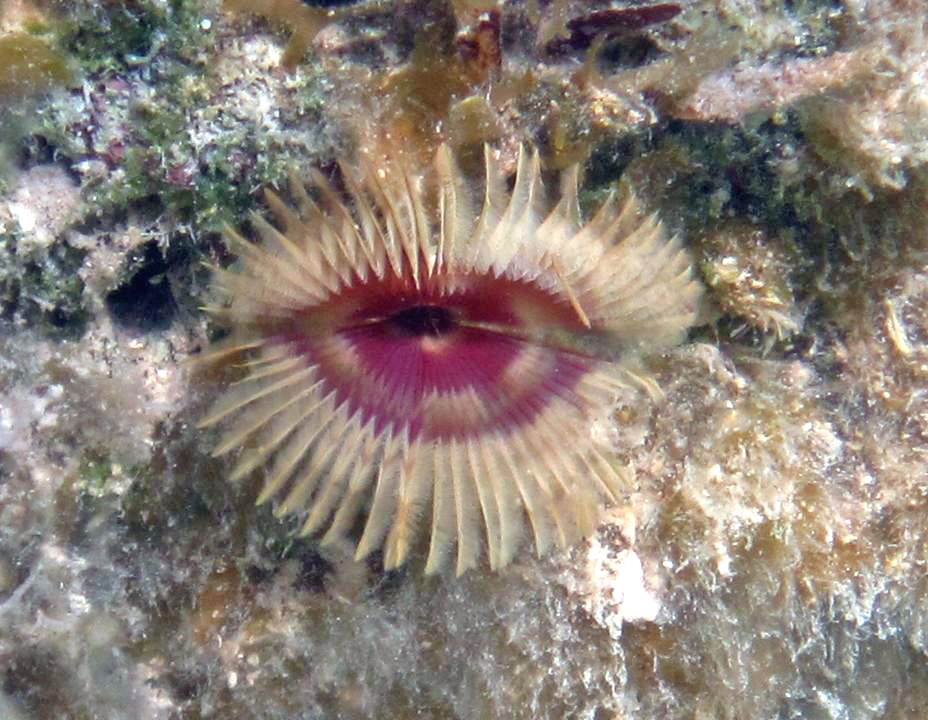
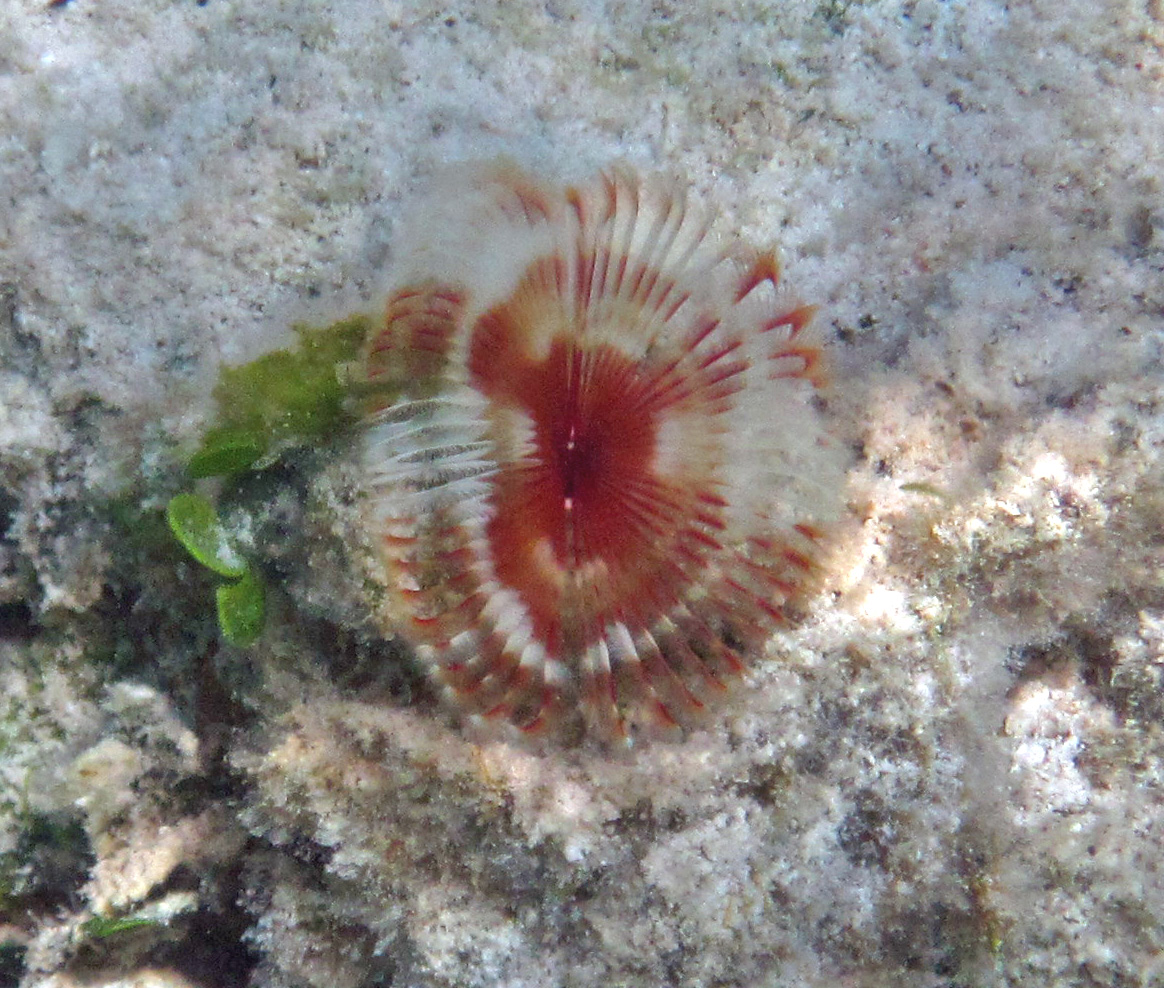